# Malásia Oriental
Malásia Oriental (em Inglês: East Malaysia; malaio: Malaysia Timur) ou Malásia Insular é a designação dada à parte da Malásia que se localiza fora da Península Malaia. Inclui os estados federais de Sabá e Sarauaque, localizados na ilha de Bornéu, e o território federal de Labuão.